# 乌克马克

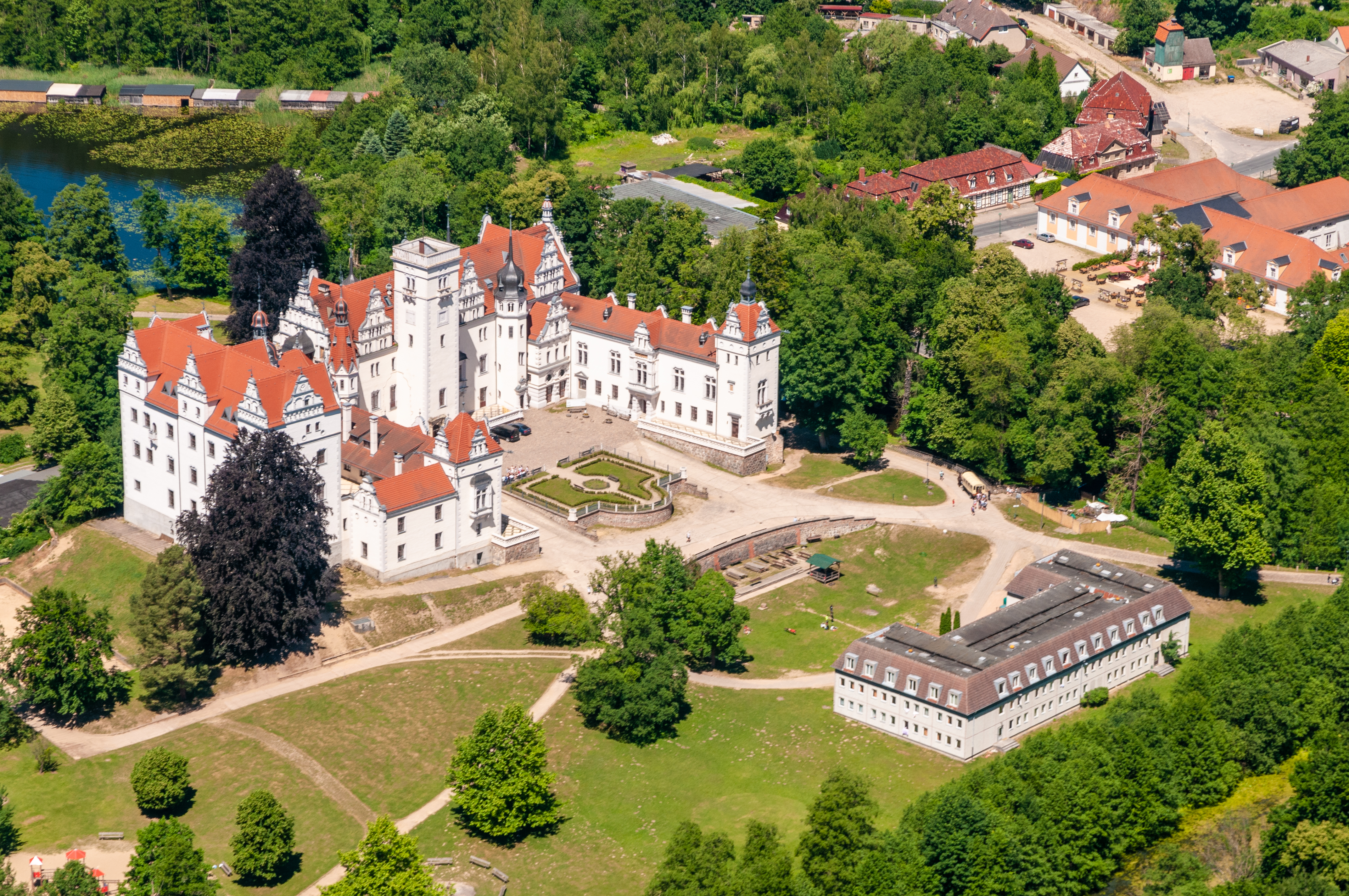
乌克马克地区的旅游胜地之一博伊岑堡城堡（Schloss Boitzenburg）

53°07′00″N 13°30′00″E / 53.1167°N 13.5°E
乌克马克（德語：Uckermark，發音：[ˈʊkɐˌmaʁk] ⓘ）是德国东北部的一个历史地区，相当于现在勃兰登堡州的乌克马克县和梅克伦堡-前波美恩州的前波美拉尼亚-格赖夫斯瓦尔德县一带。其传统首府为普伦茨劳。这个地区得名自流经该地区的奥得河支流于克河。

## 名称
乌克马克（Uckermark）一名来自奥得河的支流于克河（, ），意即“于克河畔边区”，后面的（马克）指“边区”的意思，来自法兰克帝国和神圣罗马帝国早期的一个术语，英语的也来自这个词。德意志人在7-12世纪之间逐渐对该地区进行了殖民。
于克河（, ）的河名则来自斯拉夫语“边疆、边界”的意思，和乌克兰来自同一个斯拉夫语词根。因此“乌克马克”这个地名实际是一种同义反复（参见同义反复名称列表）。
带有“于克”（, ）这个名字的地名还有如于克明德等。

## 历史

### 早期历史

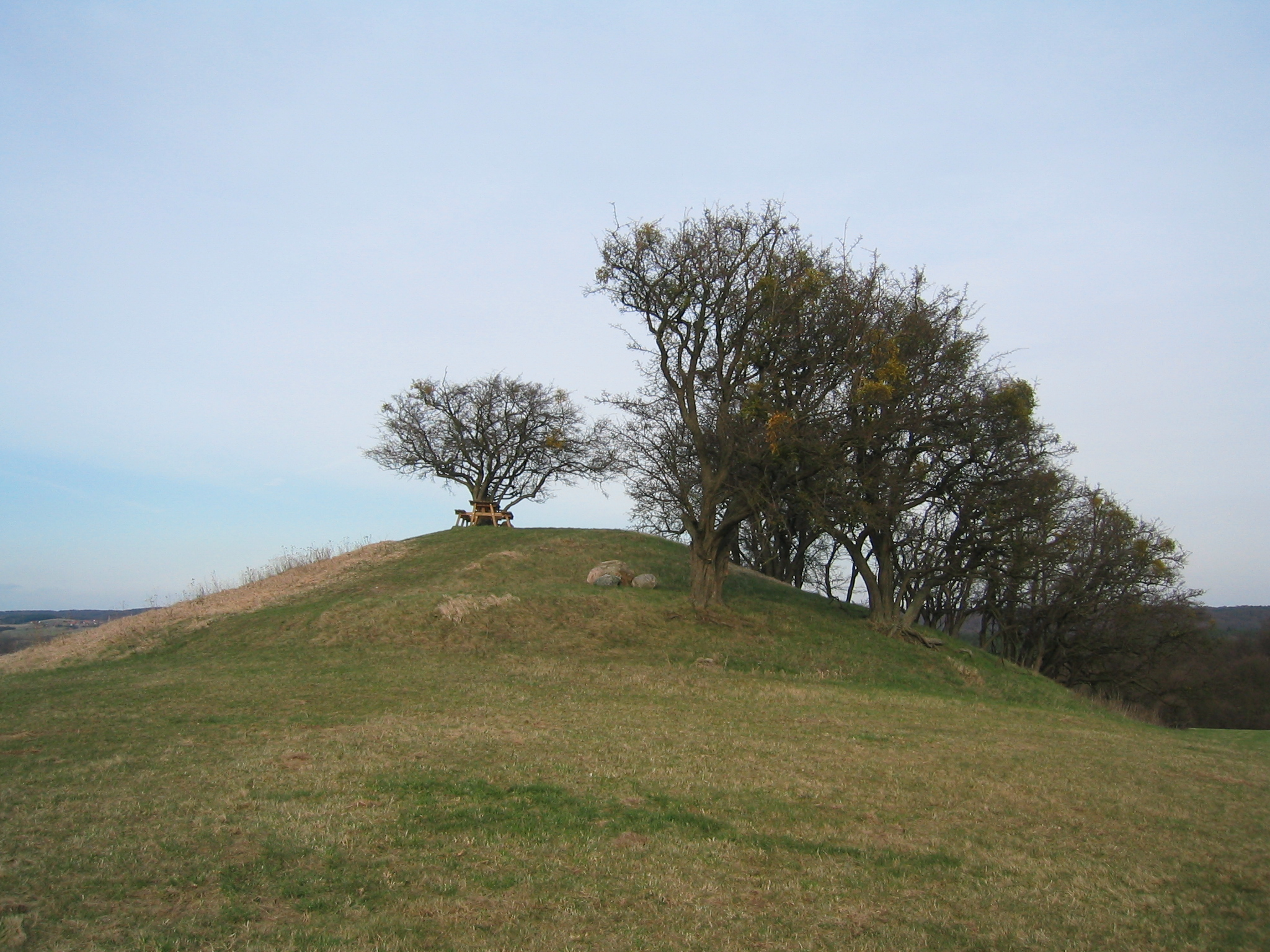
位于福斯贝格附近的青铜时代巨石墓

在末次冰期期间，冰川塑造了该地区的地貌。气候变化留下了丘陵地带和由融冰形成的多个湖泊，人类开始在此定居。随后出现了巨石文化，继而发展为日耳曼文化。

### 乌克拉尼人

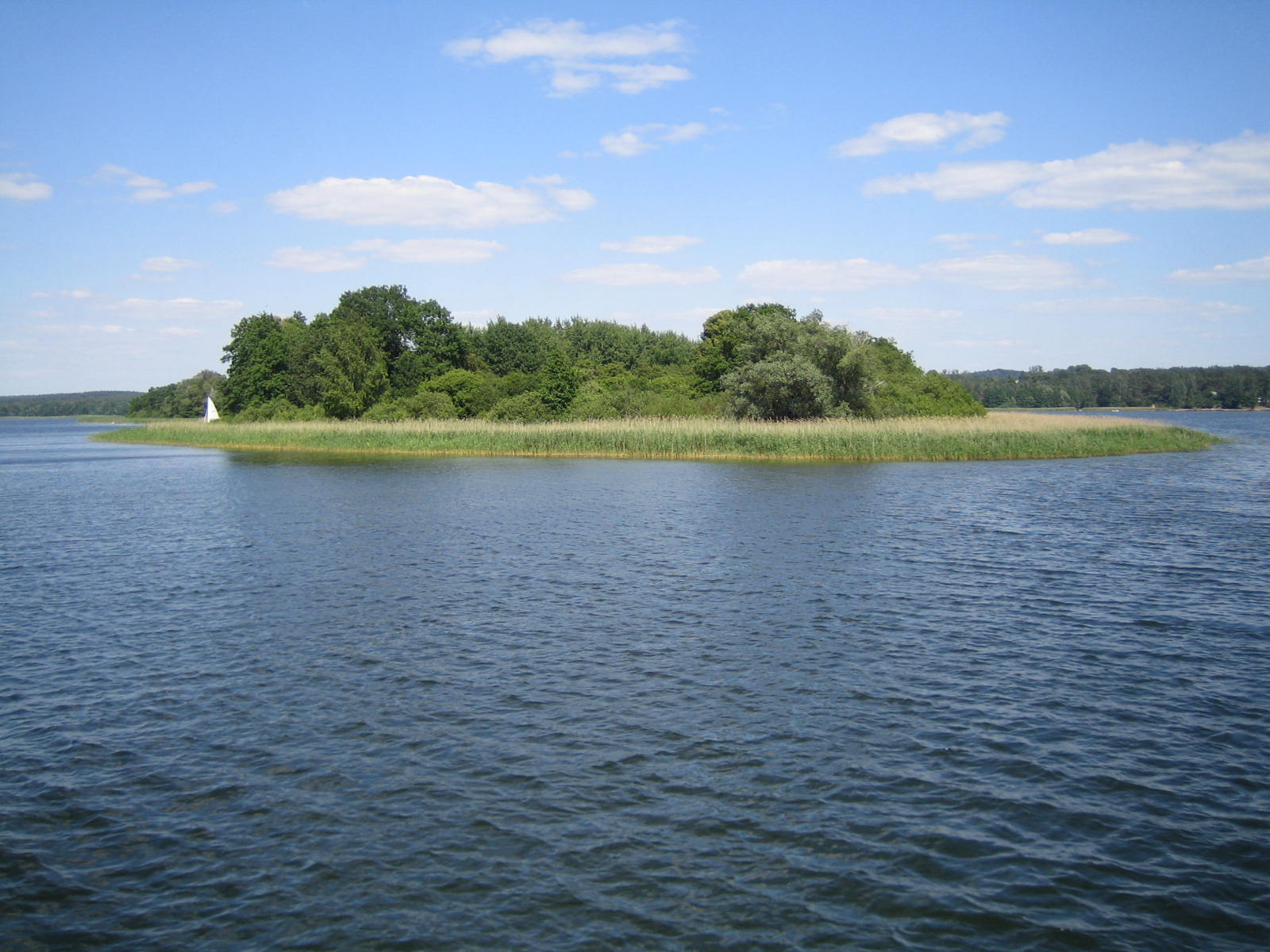
位于奥贝乌克湖中、乌克拉尼人的堡垒岛“Burgwallinsel”

公元6至12世纪，来自东欧的波拉比安斯拉夫人西迁至后来的乌克马克地区。定居于乌克尔之地（拉丁语：terra U(c)kera），后称乌克马克的斯拉夫人被称为乌克拉尼人（Ukranen、Ukrer、Ukri、Vukraner）。 他们的聚居地位于乌克河源头的上烏克湖和下烏克湖周围。在这一地区，他们在德伦泽和奥贝乌克湖中的一个岛上（今普伦茨劳附近）建起了带有早期城镇郊区的堡垒。
954年，萨克森东部边疆区和盖罗边疆区的边伯盖罗在神圣罗马帝国皇帝奥托一世的女婿洛林公爵康拉德的协助下，发动了一场成功的战役征服了乌克拉尼人。这些人自929年伦岑战役后进入了帝国势力范围。983年奧博特人与维利季人的起义后，该地区再次独立，但长期处于波兰与神圣罗马帝国的军事压力之下。

### 波美拉尼亚与东向殖民
1172年起，原属波兰、后成为丹麦与神圣罗马帝国附庸的波美拉尼亚公爵控制该地区。随着中世纪东向殖民运动的推进，乌克拉尼人被来自萨克森的殖民者基督教化与日耳曼化，殖民者建立了修道院、城堡与城镇；这一地区许多地名以“−ow”或“−in”结尾，比如柏林（Berlin）、什未林（Schwerin）、斯德丁（Stettin）、克斯林（Köslin），这都体现了斯拉夫文的影响。该地区的早期中心包括格拉姆佐（Seehausen）普雷蒙特利会修道院以及由波美拉尼亚公爵巴尔尼姆一世于1234年授予德国城镇法的普伦茨劳市。城市和修道院皆建在乌克拉尼人旧堡垒遗址旁。

### 波美拉尼亚与勃兰登堡的霸权争夺

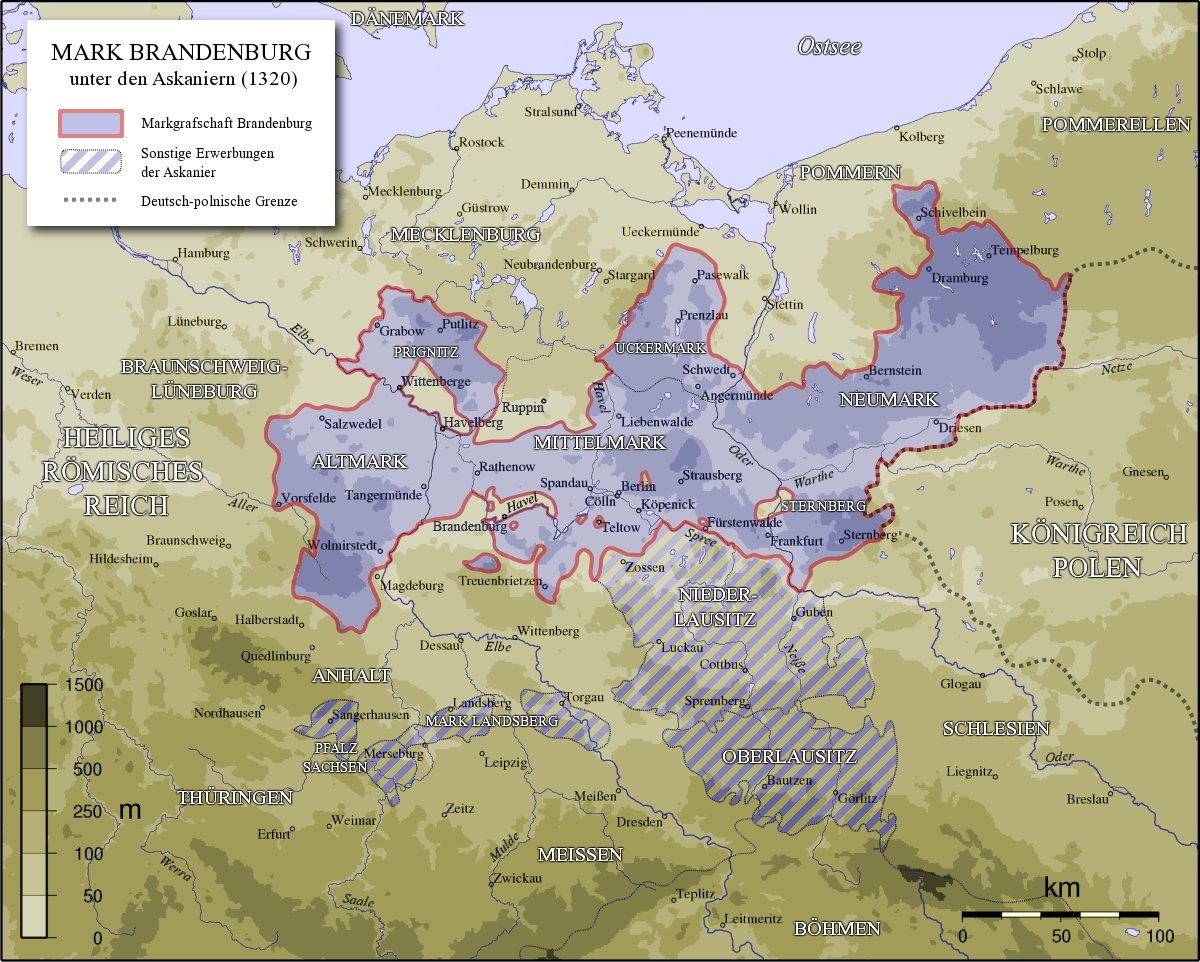
勃兰登堡侯国1320年的地图，上方标出了乌克马克的位置

自1230年代起，宣称拥有波美拉尼亚宗主权的勃兰登堡侯国北上扩张，趁波美拉尼亚家族势弱之际占据了乌克马克。根据1250年签订的《兰丁条约》，巴尔尼姆一世将乌克马克割让给约翰一世与奥托三世两位阿斯坎尼家族的勃兰登堡侯爵。
阿斯坎尼家族绝嗣后，多个诸侯争夺此地。1319年，梅克伦堡占领了该地区。 1320年，波美拉尼亚与亚沃尔公国的联军在乌克马克与梅克伦堡交战。 同年晚些时候，萨克森-维滕贝格占据了部分地区，而普伦茨劳与帕泽瓦尔克所在的北部仍归波美拉尼亚。 1322年，波美拉尼亚重新夺回托格洛，与梅克伦堡的战事继续进行。 梅克伦堡在1323年与勃兰登堡的战争中失去所占领地。
1329年至1333年的波美拉尼亚-勃兰登堡战争中，波美拉尼亚在克雷默坝战役中击败了勃兰登堡。随后数年，乌克马克的控制权在勃兰登堡、梅克伦堡与波美拉尼亚之间反复易手。
1448年5月3日签订的《第一次普伦茨劳和约》确立了勃兰登堡对该地区大部分领土的控制，北部帕泽瓦尔克与托尔格洛区域保留给波美拉尼亚，今日不再被视为乌克马克的一部分。尽管1460年代爆发了又一次勃兰登堡－波美拉尼亚战争，1472年7月30日签署的《第二次普伦茨劳和约》再次确认了勃兰登堡的主权，并于1479年6月26日续签。

### 普鲁士与胡格诺派迁入

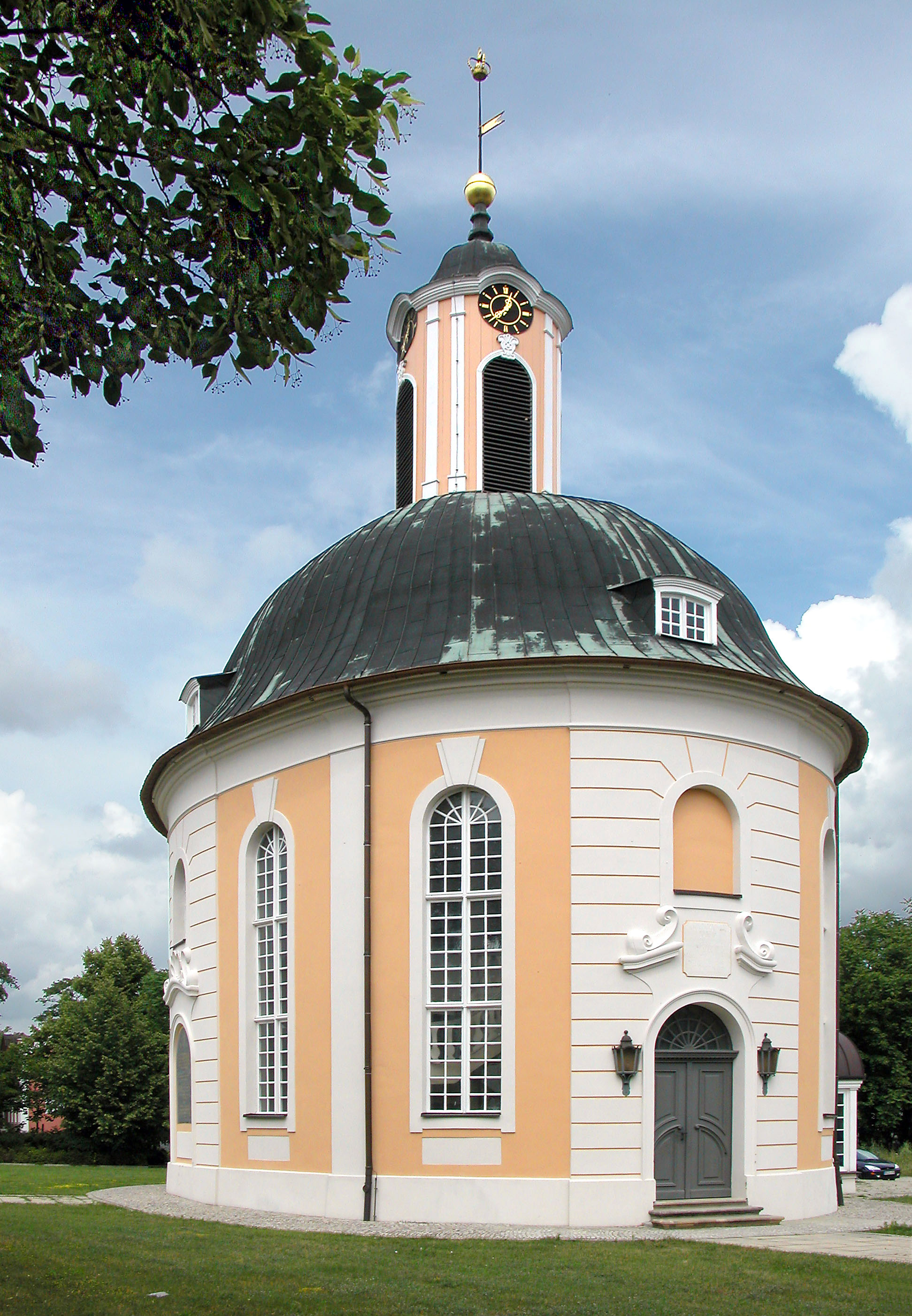
施韦特的前法国教堂

1618年，乌克马克成为勃兰登堡-普鲁士的一部分，但在三十年战争中遭受重创。大选侯腓特烈·威廉通过发布波茨坦赦令，邀请大量法国胡格诺派新教徒移民至乌克马克及其他领地。这些移民对乌克马克的经济与文化发展起到了积极作用。1701年，该地区并入普鲁士王国。
1815年，拿破仑战争结束后，乌克马克划归普鲁士的勃兰登堡省。此前该地被划分为“乌克县”（Uckerkreis）与“斯托尔皮尔县”（Stolpirischer Kreis），1817年新增昂格明德县，其余两县分别更名为普伦茨劳县与滕普林县。
在第二次世界大战期间，德国在普伦茨劳设立了Oflag II-A与Oflag 80两座战俘营，囚禁波兰与比利时军官。

### 二战后
乌克马克在二战末期成为战场，许多城镇严重受损。战后划归东德，被分属为新勃兰登堡区与法兰克福区。1990年德国统一后，乌克马克大部分地区投票加入恢复后的勃兰登堡州，唯有施特拉斯堡地区并入梅克伦堡-前波美拉尼亚州。

## 经济

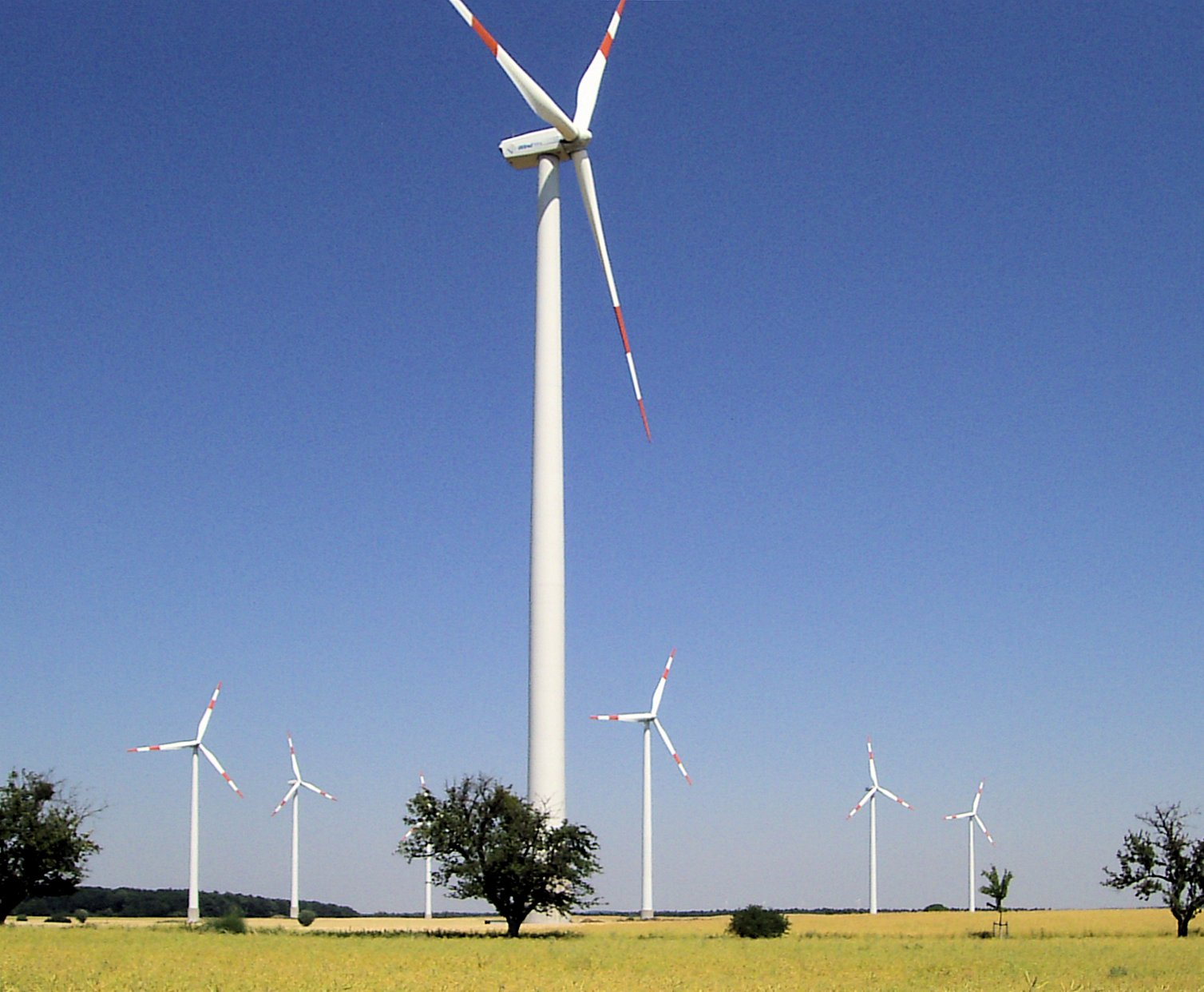
乌克马克大片地区的典型景象；图为马克兰丁附近的风力发电场

乌克马克被认为是国最具结构劣势且人口最稀疏的地区之一。在该地区发展较弱的经济结构中，值得一提的行业包括：石油加工、造纸业、旅游业、农业、风力发电、太阳能装置制造以及食品工业。
名为Enertrag的企业在乌克马克（位于勃兰登堡州普伦茨劳以北）运营着一座名为乌克马克电站（Kraftwerk Uckermark）的风气试点设施。这是一座混合电厂，于2012年3月投入常规运行，利用氢气作为中间储能介质。